# 绥东县
绥东县，中国旧縣名。

## 热河省的绥东县
1904年（光绪三十年），清廷对蒙古实行“新政”，在奈曼旗鄂尔土板设立阜新县治，管辖库伦、奈曼二旗辖区的汉人。1907年（光绪三十三年）12月14日，热河都统廷杰以阜新离库伦400余里甚远，不便管理，清光绪34年（1908年）置绥东县，治库伦街（今内蒙古自治區库伦旗库伦镇），治理锡埒图库伦旗及奈曼旗等旗的汉人（旗县并存）。原属直隶省，民國3年（1914年）1月，改屬热河特别区。民國17年（1928年）9月，改熱河特別區為熱河省。民國19年（1930年）6月，绥东县设治局遷治八仙筒（今内蒙古自治區奈曼旗八仙筒鎮），在库伦旗只设一警察分局。1933年5月，满洲国设绥东县公署于八仙筒，任命何庆伦（又名何绪武）为代理县长，县公署下设第一、第二两科和建设、教育、公安、财政4个局。滿洲國康德二年（1935年）3月24日明令撤销绥东县治，绥东县公署和奈曼旗札萨克王府为基础成立奈曼旗公署，王府人员和县署人员6:4的比例组成，旗公署驻八仙筒镇，从而结束“蒙汉分治”体制。1946年2月下旬，驻开鲁之国民政府热北保安司令张念祖部千余人攻占奈曼旗大沁他拉，宣布恢复绥东县治，任命侯勋烈为县长，并筹建国民党县党部。

## 黑龙江省的绥东县之一
1929年设绥东县。同年因与热河省绥东县重名改绥滨县。

## 黑龙江省的绥东县之二
1946年10月，黑龙江省政府第6次行政委员会议决定，析绥化县部分行政区域设置绥东县，县政府驻双河镇。直属于黑龙江省。1947年2月改隶于黑嫩省第一专区。1947年6月29日，黑嫩省政府第5次行政委员会议决定，撤销绥东县建制，所辖区域仍并入绥化县。
1. ↑  .   [2023-02-11]. （原始内容存档于2023-02-12）.